# Amphiesma petersii
Amphiesma petersii este o specie de șerpi din genul Amphiesma, familia Colubridae, descrisă de Boulenger 1893. A fost clasificată de IUCN ca specie cu risc scăzut. Conform Catalogue of Life specia Amphiesma petersii nu are subspecii cunoscute.